# Waddington Glacier
Waddington Glacier är en glaciär i Antarktis. Den ligger i Östantarktis. Nya Zeeland gör anspråk på området. Waddington Glacier ligger 1 834 meter över havet.
Terrängen runt Waddington Glacier är lite bergig, och sluttar norrut. Trakten är obefolkad. Det finns inga samhällen i närheten. 